# 不花 (丞相)
不花，（1229年—？）元朝官员。蒙古族兀良哈氏。祖父者勒蔑，成吉思汗开国功臣。其父也孙秃花（叶孙脱），窝阔台汗时为火儿赤（箭筒士）长，蒙哥汗时为万户长。
开始以世勋子孙事忽必烈于潜邸，被蒙哥汗任命为怯薛长，充札鲁花赤（断事官）。元世祖中统元年（1260年），初建中书省，中统二年（1261）六月拜中书右丞相，为元朝首任右丞相。当时诸种制度草创，不花与诸臣同心赞辅，多所建树。中统四年（1263年），罢相。